# 緣邊鯧鰺
緣邊鯧鰺（学名：Trachinotus marginatus），為輻鰭魚綱鱸形目鱸亞目鰺科鯧鰺屬下的一個種，分布於西南大西洋巴西南部至阿根廷北部海域，體呈橢圓形且側扁，吻圓鈍，背鰭及臀鰭軟條延長，尾鰭叉型，體上半部為灰色，腹部為銀白色，體中央具有數個排列整齊的黑色圓斑，魚鰭為深灰色，體長可達45公分，棲息在沿海海域，可作為食用魚。